# Antonio Maria Doria Pamphilj
Antonio Maria Doria Pamphilj (Nápoles, 28 de março de 1749 - Roma, 31 de janeiro de 1821) foi um cardeal do século XVIII e XIX

## Nascimento
Nasceu em Nápoles em 28 de março de 1749, Nápoles. Da nobre família dos duques de Melfi. Filho do Príncipe Giovanni Andrea IV Doria Landi Pamphilj e Eleonora Carafa della Stadera. Irmão do cardeal Giuseppe Maria Doria Pamphilj (1785) e tio do cardeal Giorgio Doria Pamfilj Landi (1816). Relacionado ao Papa Inocêncio X. Outros cardeais da família Doria foram Girolamo Doria (1529), Giovanni Doria (1604); Sinibaldo Doria (1731); e Giorgio Doria (1743). Da família Pamphilj estavam os cardeais Girolamo Pamphilj (1604); Camillo Francesco Maria Pamphilj (1644); e Benedetto Pamphilj, OSIo.Hieros. (1681). Seu sobrenome também está listado como Doria Pamphily; e como Doria Pamphili Landi.

## Educação
Passou a infância no palácio de Fassolo, em Gênova, onde foi educado por professores particulares até a transferência da família para Roma em maio de 1761; depois, estudou, junto com seu irmão Giuseppe Maria, no Jesuit Collegio de' Nobili de 1761 a 1767; depois, no Somaschan Collegio Clementino, Roma, de maio de 1767 a 1768; e, finalmente, na Universidade La Sapienza , em Roma, onde obteve o doutorado in utroque iure , direito canônico e civil, em 15 de julho de 1769.

## Início da vida
Entrou na prelatura romana como protonotário apostólico em 27 de julho de 1769. Nomeado clérigo da Câmara Apostólica pelo Papa Clemente XIV. Presidente da Grascia , 1778-1780; como tal, devia zelar pelo abastecimento alimentar da capital e exercer a jurisdição civil e criminal nessa área. Prefeito da Câmara Papal, 1780. Vigário da basílica patriarcal da Libéria.

## Cardinalado
Criado cardeal diácono no consistório de 14 de fevereiro de 1785, com dispensa de ter um irmão no Sacro Colégio dos Cardeais; recebeu o chapéu vermelho em 17 de fevereiro de 1785; e a diaconia de Ss. Cosma e Damiano, 11 de abril de 1785. Abade commendatario das abadias de Foligno, Assis e Pesaro em 1785. Atribuído à SS. CC. de Imunidade Eclesiástica, Ritos, Cerimonial, Consulta Sagrada e Bom Governo. Protetor dos Cônegos Regulares de Ss. Salvatore, da igreja e nação dos genoveses; da igreja de S. Agnese na Piazza Navona; do Colégio Clementino ; da igreja abacial de S. Martino em Montibus; da Ordem dos Monges Celestinos; dos monges da congregação de Montevergine ; do mosteiro do filipino; da arquiconfraria della pietà de'carcerati ; das cidades de Terni, Orvieto e outras; e de vários outros lugares.

## Ordens sagradas
Recebeu, de seu irmão, o cardeal José Maria Dória Pamphili, as ordens menores em 8 de maio de 1785; o subdiaconato em 14 de maio de 1785; e o diaconato em 16 de maio de 1785. Protetor da Arquiconfraria de Ss. Crocefisso em 1787. Optou pela diaconia de S. Maria ad Martyres , 30 de março de 1789. Nomeado protetor da Ordem dos Celestinos antes de 20 de fevereiro de 1796. Estabeleceu-se em Nápoles no outono de 1797, por motivos de saúde, e ficou lá durante a ocupação francesa de Roma; mais tarde, no outono de 1798, refugiou-se em Messina; e depois em Trieste, Veneza e Pádua, residindo no convento de S. Antonio. Participou do conclave de 1799-1800, celebrada em Veneza, que elegeu o Papa Pio VII. Como cardeal protodiácono, coroou o Papa Pio VII em 21 de março de 1800, com uma tiara de papel machê na igreja de S. Giorgio, em Veneza. Optou pela diaconia de S. Maria na Via Lata, contígua ao palácio de sua família, em 2 de abril de 1800. Retornou a Roma com o papa em 3 de julho de 1800. Membro da congregação particular para a reforma econômica da Igreja Apostólica Lugar e abolição dos abusos, que foi instituído em 9 de julho de 1800. Nomeado prefeito da Congregação de Acque, Paludi Pontine e Chianeantes de 28 de março de 1801; por muito tempo o cardeal teve um forte interesse por questões econômicas, particularmente agricultura e comércio. Membro do Cerimonial da SC em 1801. Foi um dos quatorze cardeais expulsos de Roma pelas autoridades francesas em 23 de março de 1808; retirou-se para Nápoles e depois para Pegli com seu irmão, o cardeal Giuseppe Maria. Transferido para Paris, foi um dos onze cardeais vermelhos que compareceram ao casamento do imperador Napoleão Bonaparte com a arquiduquesa Maria Luísa da Áustria em 2 de abril de 1810. Em setembro de 1810, foi autorizado a deixar Paris por motivos de saúde e estabeleceu-se em Gênova. Após a restauração do governo papal, ele retornou a Roma. Camerlengo do Sagrado Colégio dos Cardeais, 16 de março de 1818 até 29 de março de 1819. Arcipreste da basílica patriarcal da Libéria, 10 de outubro de 1819.

## Morte
Morreu em Roma em 31 de janeiro de 1821, após uma longa e dolorosa doença, Roma. Exposto na igreja de S. Maria em Vallicella, Roma, e enterrado no túmulo de sua família na igreja de S. Agnese in Agone (1) , Roma.